# Phytomyza gymnostoma
Phytomyza gymnostoma är en tvåvingeart som beskrevs av Friedrich Hermann Loew 1858. Phytomyza gymnostoma ingår i släktet Phytomyza, och familjen minerarflugor. Arten är reproducerande i Sverige.